# Ахмета Байтурсинули
Ахме́та Байтурсинули́ (каз. Ахмета Байтұрсынұлы ауыл) — село у складі Джангельдинського району Костанайської області Казахстану. Адміністративний центр та єдиний населений пункт сільської адміністрації Ахмета Байтурсинули.
Населення — 487 осіб (2021; 871 у 2009, 988 у 1999, 753 у 1989).
До 12 березня 2018 року село називалось Карасу.